# Joseph Hansen
Joseph Leroy Hansen (16 de Junho, 1910 – 18 de Janeiro, 1979), foi um militante trotskista norte-americano e destacada liderança do Socialist Workers Party (SWP).
Nascido em Richfield, Utah, Joseph Hansen foi o mais velho de quinze filhos de uma família pobre e foi o único dentre eles que conseguiu chegar a Universidade. Seu Pai Conrad J. Z. Hansen era um alfaiate imigrado da Noruega.
Hansen se radicalizou politicamente durante a Grande Depressão e se tornou um socialista convicto, se incorporando ao grupo trotskista norte-americano liderado por James P. Cannon.
Com sua mulher Reba, Hansen foi para o México para encontrar o líder comunista Russo, Leon Trotsky. Hansen serviu a Trotsky como secretário e guarda-pessoal a partir de 1937, até a morte de Trotsky em 1940. Quando o agente estalinista Ramón Mercader atingiu Trotsky na cabeça com um picador de gelo, Hansen, junto com Charles Cornell impediram que o assassino fugisse.
Hansen retornou aos Estados Unidos e começou a trabalhar como marinheiro mercante. Neste período ele se tornou editor do jornal do SWP The Militant por muitos anos. Joseph Hansen participou do Comitê Nacional do SWP durante os anos de 1940 a 1975. Contribuiu na reunificação do Secretariado Internacional da Quarta Internacional (SI) e no Comitê Internacional da Quarta Internacional (CI) que se torna o Secretariado Unificado da IV Internacional em 1963. Uma das destacadas lideranças da Quarta Internacional e editor do semanário da organização, inicialmente chamado de World Outlook e posteriormente Intercontinental Press/Inprecor.
Joe Hansen foi candidato a senador por Nova Iorque em 1950. Apoiou fervorosamente a Revolução Cubana de 1959, sobre a qual escreveu um livro: Dinâmicas da Revolução Cubana - Uma apreciação Marxista. Ele visitou Cuba, com o militante e sindicalista Farrell Dobbs, no início dos anos 1960.
Em 1975, o Comitê Internacional decidiu em seu sexto congresso iniciar uma investigacão sobre os problemas de segurança na Quarta Internacional desde o assassinato de Leon Trotsky. Além de descobrir que a secretária de Cannon, Sylvia Callen, foi uma agente da polícia secreta estalinista no SWP, a investigação descobriu que Callen, depois do assassinato de Trotsky, tentou estabelecer uma relação secreta com o governo americano e que tinha servido como um agente secreto estalinista dentro do SWP.  
Hansen morreu de complicações infeciosas em Nova Iorque, no dia 18 de Janeiro de 1979. Sua esposa e colaboradora, Reba Hansen, permaneceu no SWP até sua morte, em 1990.